# Список святих
Список святих християн — неповний перелік канонізованих і беатифікованих святих і блаженних традиційного християнства (православної, греко-католицької та римо-католицької церков), статті про яких існують в українській вікіпедії (станом на 27 листопада 2015 року).

## Перелік святих

### А
- Або з Тбілісі
- Августин Аврелій
- Агапіт Печерський
- Адальберт Празький
- Адам
- Адріан з Гілваренбеека
- Адріан Голландський
- Адріан Кентерберійський
- Адріан Коринтський
- Адріан Монзенський
- Адріан Нікомедійський
- Адріан Ондрусівський
- Адріан Палестинський
- Адріан Панонський
- Адріан Пошехонський
- Адріан Соловецький
- Айден Ліндісфарський
- Акакій Синайський
- Альбан Британський
- Аполлонія Александрійська
- Альберт Великий
- Амвросій Медіоланський
- Амвросій Оптинський
- Амфілохій Почаївський
- Андреас Охнер — деканонізований
- Андрій Боболя
- Андрій Іщак
- Андрій Первозваний
- Андроник
- Ансельм (герцог Фріульський)
- Антоній Печерський
- Антоній Падуанський
- Антоній Печерський
- Антоній Римлянин
- Арсеній Великий
- Афанасій Великий

### Б
- Байрак Віталій Володимир
- Бараник Северіян Стефан
- Беда Преподобний
- Бенедикт Нурсійський
- Бернадетта Субіру
- Бернард Клервоський
- Біда Олімпія
- Боніфатій Майнцький
- Борис і Гліб
- Брянчанінов Ігнатій
- Будка Никита

### В
- Валентин Римський
- Варвара
- Варсонофій Великий
- Варфоломій (апостол)
- Василій Великий
- Віанней Іван
- Вільям з Норвіча
- Вікентій Паллотті
- Вікентій Сарагоський
- Войно-Ясенецький Лука
- Володимир Великий

### Г
- Гавриїл з Білостоку
- Гарасимів Лаврентія
- Григорій Палама
- Григорій Синаїт
- Георгій Змієборець
- Григорій Великий
- Гарасимів Лаврентія
- Георгій Змієборець
- Григорій Великий
- Григорій Палама
- Григорій Синаїт

### Ґ
- Ґеронтій
- Ґойдич Павло Петро
- Ґутлак Кроуландський

### Д
- Даниїл (пророк)
- Діва Марія
- Діонісій Ареопагіт

### Е
- Едуард Мученик
- Еміліян Доростольський
- Ескріва де Балаґер Хосе Марія

### Є
- Євпраксія Константинопольська
- Євстратій Постник
- Єзекіїль
- Єлисавета
- Єремія (пророк)
- Єфрем Переяславський
- Єфрем Сирин

### Ж
- Жозе де Аншієта
- Жанна д'Арк

### З
- Зарицький Олексій

### І
- Іван Богослов
- Іван Ветхопечерник
- Іван Кронштадський
- Іван Рильський
- Іван Хреститель
- Ігнатій Лойола
- Ігнатій з Ла Гардії
- Іларіон Київський
- Ілля (пророк)
- Інокентій Херсонський
- Іоан Золотоустий
- Іона (Одноушев)
- Іосиф (Солтан)
- Іреней Ліонський
- Ісаак Сирин
- Іщак Андрій

### Й
- Йоан Святогірський
- Йов Почаївський
- Йоун Екмюнссон
- Йона Київський

### К
- Кирило і Мефодій
- Кирило Турівський
- Климент I
- Конрад Микола
- Корнелій
- Коциловський Йосафат Йосиф
- Кріспін і Кріспініан
- Косма і Даміан
- Кукша Одеський
- Кукша Печерський
- Кунцевич Йосафат

### Л
- Ласло I Святий
- Лиско Роман
- Лука
- Людовик IX (король Франції)
- Людовік Марія Гріньйон де Монтфорт

### М
- Макарій
- Макарій Великий
- Максим Сповідник
- Мамант
- Марія Магдалина
- Марко
- Матвій
- Маттій (апостол)
- Мацієвич Арсеній
- Мелітина Маркіанапольська
- Микола Святоша
- Миколай Чудотворець
- Миколай Іскрівський
- Миколай (митрополит)
- Миколай Японський
- Михаїл Київський
- Михаїл (єпископ Юріївський)
- Могила Петро (митрополит)
- Монтойя Лаура

### Н
- Назарій Міланський

### О
- Олександр Невський
- Олександр Свірський
- Олексій (Бяконт)
- Олімпія (Ольга Біда)
- Ольга (княгиня)

### П
- Павло (апостол)
- Павло I Ісповідник
- Павло III Константинопольський
- Павло IV Новий
- Павло Денн
- Павло (Ґойдич)
- Павло Конюшкевич
- Павло Нарбонський
- Павло Печерський
- Павло Препростий
- Павло Руський
- Павло Фівейський
- Павло Хреста
- Петро, Діонісій, Андрій, Павло, Христина
- Павло та Юліана
- Параскева Іконійська
- Параскева Сербська (П'ятниця)
- Патрик Ірландський
- Петро (апостол)
- Педро де Сан Хосе Бетанкур
- Петро Могила
- Петро (святитель)
- Пилип (апостол)
- Піо

### Р
- Роза Лімська
- Роман Антіохійський
- Роман Кесарійський
- Роман Самосатський
- Роман Солодкоспівець
- Роман Тирновський
- Рох Монпельєський

### С
- Сава
- Сава Освячений
- Сава Стратилат
- Самуїл
- Сеньківський Яким Іван
- Серафим Саровський
- Сергій Радонезький
- Симеон Новий Богослов
- Симон з Тренто - деканонізований
- Симон Кананіт
- Слезюк Іван
- Софія (свята)
- Спиридон Тримифунтський
- Станіслав
- Стефан (ігумен)
- Стефан I Угорський
- Сусанна

### Т
- Тадей (апостол)
- Теодор Кентерберійський
- Теодор Студит
- Теодосій Печерський
- Тереза Лізьєська
- Тетяна Римська
- Тимофій Ефеський
- Тома Аквінський
- Торлак Торгальссон
- Туптало Дмитро Савич
- Теодор Ромжа

### Ф
- Феогност
- Феодор-варяг і син його Іван
- Феодосій Углицький
- Феофан Самітник
- Феофан Сповідник
- Феофіл Китаївський
- Філомена Римська
- Філумен (Хасапіс)
- Фока Синопський
- Фотій (Митрополит Київський)
- Франциск Ассізький

### Х
- Хома (апостол)
- Хомишин Григорій
- Христина Дивовижна
- Христина Кесарійська
- Христина Перська
- Христина Тирська
- Христофор Лікійський
- Х'ю з Лінкольна

### Ч
- Чарнецький Миколай

### Ш
- Шарбель Махлуф

### Ю
Юрій Змієборець

### Я
| Ім'я             | Оригінал імені             | Лик                    | Беатифіковано | Канонізовано    | День пам'яті               |
| ---------------- | -------------------------- | ---------------------- | ------------- | --------------- | -------------------------- |
| Ядвіґа Анжуйська | пол. Jadwiga               |                        | 1986          | 8 червня 1997   | 17 липня                   |
| Ядвіґа Сілезька  | пол. Święta Jadwiga Śląska |                        |               | 26 березня 1267 | 16 жовтня                  |
| Яків Алфеїв      |                            | Апостол, Великомученик |               |                 | 3 травня 9 жовтня 1 травня |
| Яків Зеведеїв    |                            | Апостол, Великомученик |               |                 | 25 липня 30 квітня         |
| Януарій          | італ. San Gennaro          |                        |               |                 | 19 вересня 21 квітня       |